# Hanna Sola
Hanna Sola, född 16 februari 1996 i Šumilina i Vitebsk oblast, är en belarusisk skidskytt. Den 13 februari 2021 tog hon brons i sprint vid världsmästerskapen i skidskytte 2021.

## Resultat

### Världscupen

#### Individuella pallplatser
| Säsong  | Datum            | Plats         | Disciplin       | Placering |
| ------- | ---------------- | ------------- | --------------- | --------- |
| 2020/21 | 13 februari 2021 | Pokljuka (VM) | Sprint (7,5 km) | 3:a       |

#### Pallplatser i lag
| Säsong  | Datum           | Plats   | Disciplin | Placering | Lagkamrat(er)                     |
| ------- | --------------- | ------- | --------- | --------- | --------------------------------- |
| 2020/21 | 16 januari 2021 | Oberhof | Stafett   | 2:a       | Kryuko / Alimbekava / Krutjinkina |

### Världsmästerskap
| Tävling        | Distans | Sprint | Jaktstart | Masstart | Stafett | Mixstafett | Singelmix |
| -------------- | ------- | ------ | --------- | -------- | ------- | ---------- | --------- |
| Oslo 2016      | –       | 77:e   | –         | –        | –       | –          | i.u.      |
| Östersund 2019 | –       | –      | –         | –        | –       | 13:e       | 16:e      |
| Antholz 2020   | 50:e    | 84:e   | –         | –        | 13:e    | –          | 15:e      |
| Pokljuka 2021  |         | Brons  |           |          |         | –          |           |